# Triptilion
Triptilion là một chi thực vật có hoa trong họ Cúc (Asteraceae).

## Loài
Chi Triptilion gồm các loài: